# Oddbods
Az Oddbods CGI-animációs sorozat. A sorozatot az One Animation (Szingapúr) készítette. Magyarországon a Boomerang sugározta a sorozatblokkok közötti reklámszünetekben, minden sugárzott szakasz körülbelül 5 percig tartott. Az Amerikai Egyesült Államokban a Disney XD sugározza.
Az Oddbodsban a karakterek nem beszélnek.
Az animációs sorozatban 7 karakter van. Minden epizód a kalandjaikat követi nyomon végig látszólag hétköznapi szituációkban, gyakran váratlan következménnyel. Minden Oddbods-karakter különböző személyiségtípust testesít meg.

## Szereplők
| Szereplő neve | Szín         | Jellemző                    |
| ------------- | ------------ | --------------------------- |
| Zee           | zöld         | lusta                       |
| Slick         | narancssárga | innovatív, modern           |
| Fuse          | vörös        | frusztrált, erős, agresszív |
| Newt          | rózsaszín    | aranyos, érzékeny           |
| Jeff          | bíbor        | aprólékos, szigorú          |
| Pogo          | kék          | tréfacsináló                |
| Bubbles       | sárga        | modern, "kocka"             |